# Sotirios Krokidas
Sotirios Krokidas (Grieks: Σωτήριος Κροκίδας) (Sicyon, 1852 - Perigiali, 29 juli 1924) was een Grieks waarnemend eerste minister en professor rechten aan de Universiteit van Athene.

## Levensloop
Nadat het Griekse leger bij de Grieks-Turkse Oorlog van 1919-1922 verslagen werd en de regering van Petros Protopapadakis viel, raakte Griekenland in een politieke crisis. Protapapadakis werd opgevolgd door Nikolaos Triantaphillakos, die als eerste minister te maken kreeg met militaire revoltes in Thessaloniki en in Mytilini. Een revolutionair comité onder Stylianos Gonatas vroeg de abdicatie van de koning aan en op 26 september 1922 deed koning Constantijn I afstand van de troon. Hierdoor moest de regering-Triantaphillakos ontslag nemen. Het revolutionair comité selecteerde Alexandros Zaimis als eerste minister, maar omdat die in het buitenland was, werd Krokidas waarnemend eerste minister. Omdat Krokidas nog naar Athene moest komen, werd minister van Oorlog Anastasios Charalambis op 29 september 1922 tot eerste minister benoemd. Eén dag later kwam Krokidas in Athene aan en werd hij benoemd tot eerste minister.
Krokidas was verantwoordelijk voor het verloop van het controversiële Proces van de Zes, waarbij drie voormalige eerste ministers (Dimitrios Gounaris, Petros Protopapadakis en Nikolaos Stratos) en enkele hoge generaals ter dood veroordeeld werden wegens "hoogverraad". Eigenlijk werden ze gewoon verantwoordelijk gesteld voor de Griekse nederlaag bij de Grieks-Turkse Oorlog. Op 15 november 1922 werden de ter dood veroordeelden terechtgesteld. Na conflicten binnen de regering in verband met het Proces van de Zes nam Krokidas op 27 november 1922 ontslag als eerste minister en werd hij opgevolgd door Stylianos Gonatas. Hij stierf in 1924. 